# Simon Charlton
Simon Thomas Charlton (Huddersfield, 25 ottobre 1971) è un ex calciatore inglese, di ruolo difensore.